# باتي برافو
باتي برافو (بالإنجليزية:Patty Pravo) مغنية إيطالية ولدت في البندقية في عام (9 أبريل 1949) ،
ولها طبقة صوت رنانة .

## حياتها
اسمها الحقيقي نيكوليتا سترامبيلي، قضت سن مراهقتها في البندقية مع جدتها، وفي بيئة المنزل المثقفة سنحت لها الفرصة للتعرف على شخصيات من أمثال الكاردينال أنجلو رونكالي (أصبح لاحقاً البابا يوحنا الثالث والعشرون) و الشاعر والكاتب الأمريكي عزرا باوند . درست منذ طفولتها الرقص والعزف على البيانو، التحقت خلالها باتجاه الأوركسترا، ولكن لاحقاً انتقلت إلى لندن ثم إلى روما.
بدأت مسيرتها الغنائية في روما . أصدرت أولى أغانيها الفردية في عام 1966 ، وحققت نجاحا باهراً وهي النسخة الإيطالية من أغنية "But You're Mine" لسوني أند شير.

## روابط خارجية
- باتي برافو على موقع IMDb (الإنجليزية)
- باتي برافو على موقع قاعدة بيانات الأفلام العربية
- باتي برافو على موقع ألو سيني (الفرنسية)
- باتي برافو على موقع ميوزك برينز (الإنجليزية)
- باتي برافو على موقع أول ميوزيك (الإنجليزية)
- باتي برافو على موقع ديسكوغز (الإنجليزية)
- باتي برافو على موقع قاعدة بيانات الفيلم (الإنجليزية)
- باتي برافو على موقع كينوبويسك (الروسية)